# 哈塞·耶普松
哈塞·耶普松（瑞典語：Hasse Jeppson，1925年5月10日—2013年2月21日），生于孔斯巴卡，瑞典男子足球运动员，司职前锋，1949年完成国家队首秀。他曾代表瑞典国家队参加1950年国际足联世界杯，获得季军。